# Pariana
Pariana é um género botânico pertencente à família Poaceae.
O gênero apresenta aproximadamente 52 espécies.
Na classificação taxonômica de Jussieu (1789), Pariana é o nome de um gênero botânico,  ordem  Gramineae,  classe Monocotyledones com estames hipogínicos.

## Principais espécies
- Pariana gleasonii Hitchc.
- Pariana obtusa Swallen
- Pariana pallida Swallen
- Pariana stenolemma Tutin
- Pariana trichosticha Tutin
- Pariana velutina Swallen
- Pariana violescens Swallen